# U.S.S.R.
U.S.S.R. är en singel från 1986 av den brittiske sångaren Eddy Huntington, vilken gavs ut som den första singeln från hans debutalbum Bang Bang Baby.

## Låtlista
| Nr | Titel              | Kompositör                                      | Längd |
| -- | ------------------ | ----------------------------------------------- | ----- |
| 1. | "U.S.S.R."         | Roberto Turatti, Michele Chieregato, Tom Hooker | 3:24  |
| 2. | "You (Excess) Are" | Roberto Turatti, Michele Chieregato, Tom Hooker | 3:43  |

## Topplistor
| Land eller världsdel | Högsta listplacering |
| -------------------- | -------------------- |
| Schweiz              | 6                    |
| Tyskland             | 23                   |